# Котао за претапање
Котао за претапање (енгл. melting pot) метафора је за хомогенизацију хетерогеног друштва. Различити елементи се "стапају" у хармоничну целину са заједничком културом. Користи се првенствено да опише асимилацију имиграната у САД.
После 1970. године, поборници мултикултурализма су довели у питање пожељност асимилације и модела котла за претапање, тврдећи да су културалне разлике унутар друштва драгоцене и да би их требало сачувати. Стога су предложили алтернативне метафоре: културолошки мозаик, чинија салате или амерички калеидоскоп – различите културе се мешају, али чувају своју особеност.